# Maud Debien
Maud Debien B.Ed., B.A., B.A.Sp. (née le 29 mai 1938) est une enseignante, animatrice pédagogique et femme politique fédérale du Québec.

## Biographie
Née à Québec, elle devient députée du Bloc québécois dans la circonscription fédérale de Laval-Est en 1993. Réélue en 1997, elle ne se représenta pas en 2000.
Durant son passage à la Chambre des communes, elle est porte-parole adjointe du Bloc en matière d'Affaires étrangères de 1996 à 1997 et porte-parole officielle en matière d'Amérique latine et Afrique de 1994 à 2000 et d'Asie-Pacifique de 1996 à 1999.